# マルギト・ティッセン＝ボルネミッサ
マルガレータ（マルギト）・ティッセン＝ボルネミッサ（Margareta(Margit) Freiin Thyssen-Bornemisza de Kászon et Impérfalva, 1911年6月22日 レヒニッツ城、レヒニッツ - 1989年9月15日 カスタニョーラ、ルガーノ郊外）は、ドイツの鉄鋼財閥ティッセン家の相続人の一人であり、ハンガリー貴族のバッチャーニ・イヴァン伯爵に嫁いだ。結婚後の姓名はマルギト・フォン・バッチャーニ (Margit Gräfin von Batthyány)。第二次世界大戦末期に起きたホロコースト事件「レヒニッツの虐殺」に重要な関わりを持っていたとされる。

## 生涯

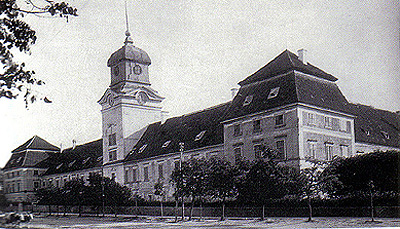
レヒニッツ城（1930年頃）

美術品収集家のハインリヒ・ティッセンとその妻のボルネミッサ女男爵マルギト（1887年 - 1971年）の間の長女として、レヒニッツ城（現在のオーストリア領ブルゲンラント州レヒニッツ）で生まれた。父はドイツの鉄鋼財閥ティッセン社（現在のティッセンクルップ）の創業者アウグスト・ティッセンの三男で、母との結婚の際に義父と養子縁組を行い、自身と子供たちに男爵の称号を確保した。1933年6月17日、バッチャーニ＝シュトラトマン侯ラースローの三男バッチャーニ・イヴァン伯爵（1910年 - 1985年）と結婚した。伯爵夫妻は妻方の所有するレヒニッツ城で暮らし、2人の息子をもうけた。第二次世界大戦が始まると、マルギトは居城を武装親衛隊（Waffen-SS）の保養地として開放した。
1945年3月24日から3月25日にかけての枝の主日の夜、赤軍のオーストリア国境突破が数日後に迫った中で、マルギトは地元のナチ党党員や親衛隊（SS）隊員を招いてパーティを開いた。戦後、ウィーン地方裁判所で行われた裁判の訴訟記録によると、このパーティには城主である伯爵夫妻の出席が認められる。このパーティの最中、城の納屋において参加者がユダヤ系ハンガリー人の強制労働従事者約180人を虐殺する事件が起こった（レヒニッツの虐殺）。ティッセン家はマルギトのこの事件への関与を現在に至るまで完全に否認しており、公的に言及したことはない。
マルギトは赤軍の進駐後、父親の隠棲先であるスイスに逃亡した。戦後、マルギトは国外逃亡したことにより、戦争協力者だったとか、レヒニッツでの事件の実行犯を幇助したのではないかと疑われた。こうした嫌疑を実証する様々な報告・証言が存在したものの、オーストリア司法省がマルギトを刑事告訴することはなかった。マルギトは弟ハンス・ハインリヒの住むヴィラ・ファヴォリタ（Villa Favorita）に身を寄せ、この屋敷で競走馬の飼育に専念した。マルギトの経営する養馬場にはドイチェスダービーの優勝馬であるネボス（Nebos）、ファンファー（Fanfar）、マルドゥク（Marduk）や、1972年に凱旋門賞で優勝したサンサンがいた。
ノーベル賞作家のエルフリーデ・イェリネクは2008年、マルギトを主人公にした『レヒニッツ（皆殺しの天使）』という戯曲を発表した。

## 映像資料
- Totschweigen, Regie und Drehbuch: Margareta Heinrich, Eduard Erne. Österreich/Deutschland/Niederlande, 1994.